# Antonio Berlese
Antonio Berlese (Padova, 26 giugno 1863 – Firenze, 24 ottobre 1927) è stato un entomologo italiano.

## Biografia
Studiò al liceo Foscarini di Venezia, per poi iscriversi all'Università di Padova, dove nel 1883 si laureò in scienze naturali. Nel 1887, dopo essersi specializzato con Adolfo Targioni Tozzetti nella Stazione di entomologia agraria di Firenze, insegnò zoologia agraria presso la Scuola superiore di agricoltura di Portici. Rientrato a Firenze, dal 1903 sino alla morte diresse la stazione di entomologia agraria. Fondò, assieme a suo fratello Augusto Napoleone, la Rivista di patologia vegetale e fu socio onorario della Société entomologique de France.
Allievo di Giovanni Canestrini, Berlese è stato anche uno studioso di acarologia ed è considerato il fondatore della sistematica degli acari. Nel 1906 Berlese, insieme a Costantino Ribaga, scoprì che una vespa (imenottero), chiamata in seguito Prospaltella berlesei, era capace di uccidere la Diaspis pentagona, parassita delle foglie del gelso. Con questo sistema di difesa biologica si riusciva a salvare la vita delle piante. In tal modo divulgò in Italia il concetto di lotta biologica. Nel 1937 il municipio di San Vincenzo (LI) ha dedicato al Berlese il monumento in pietra e bronzo, opera dello scultore A. Angelini, che sorge tutt'ora in largo Berlese 18.